# Francis Capra
Francis Capra (New York, 27 april 1983) is een Amerikaans acteur van Italiaanse en Dominicaanse afkomst.

## Carrière
Capra begon in 1993 als jeugdacteur met acteren in de film A Bronx Tale, waarna hij nog meerdere rollen speelde in films en televisieseries. Hij is vooral bekend van zijn rol als Eli 'Weevil' Navarro in de televisieserie Veronica Mars, waar hij in 96 afleveringen speelde (2004-2019). Voor zijn rol in A Bronx Tale werd hij in 1994 genomineerd voor een Young Artist Award in de categorie Beste Jeugdige Acteur in een Bijrol in een Film.

## Filmografie

### Films
Uitgezonderd korte films.
- 2022 Shadows - als Axel
- 2014 Veronica Mars - als Eli 'Weevil' Navarro
- 2011 Rampart - als Seize Chasco
- 2011 Clear Skies 3 - als geest
- 2010 Cutthroat - als Vasquez
- 2009 Blood and Bone - als Tattoo
- 2007 Black Irish - als Anthony
- 2006 Dishdogz - als Cooper
- 2006 Crank - als bendeleider in warenhuis
- 2005 Venice Underground - als T-Bone
- 2003 44 Minutes: The North Hollywood Shoot-Out - als Ramon
- 2003 Pledge of Allegiance - als Pat
- 1998 SLC Punk! - als jonge Bob
- 1997 A Simple Wish - als Charlie
- 1996 Kazaam - als Maxwell 'Max' Connor
- 1995 Free Willy 2: The Adventure Home - als Elvis
- 1993 A Bronx Tale - als Calogero (9 jaar oud)

### Televisieseries
Uitgezonderd eenmalige gastrollen.
- 2004-2019 Veronica Mars - als Eli 'Weevil' Navarro - 69 afl.
- 2018-2019 iZombie - als Baron - 3 afl.
- 2014 Play It Again, Dick - als Eli 'Weevil' Navarro - 6 afl.
- 2014 NCIS: Los Angeles - als Salazar - 2 afl.
- 2014 The Strain - als Crispin Elizalde - 4 afl.
- 2006-2008 Heroes - als Jesse Murphy - 4 afl.
- 2003 American Dreams - als Palladino - 5 afl.

- Biblioteca Nacional de España: XX1320352
- Gemeinsame Normdatei: 1035245566
- International Standard Name Identifier: 0000 0000 4585 1547
- Library of Congress Control Number: no99065563
- Système universitaire de documentation: 197942962
- Virtual International Authority File: 24238095
- WorldCat: E39PBJghvJqRBHMBggTyXVXmVC